# Ремень газораспределительного механизма

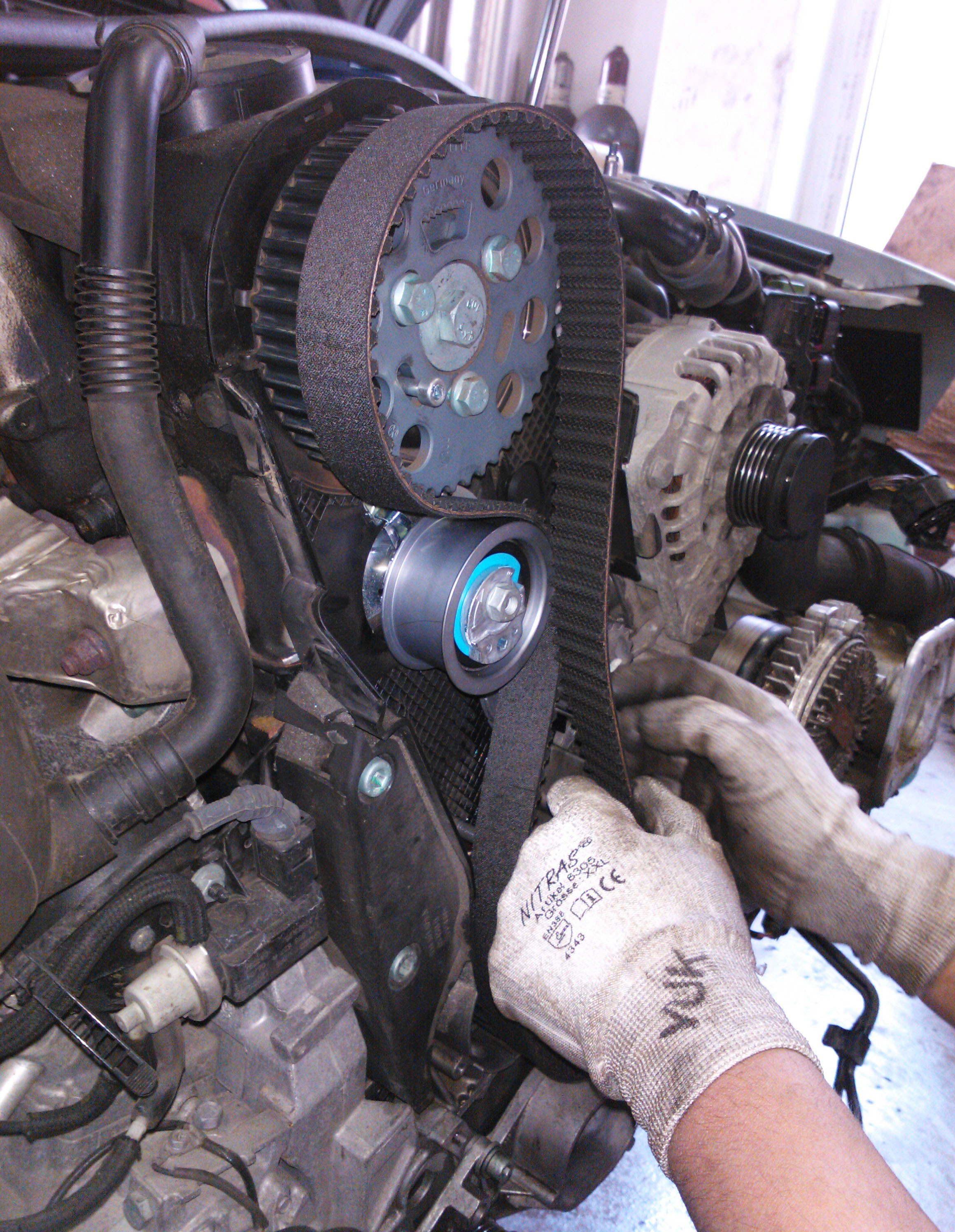
Замена ремня ГРМ на двигателе

Ремень газораспределительного механизма (также сокр. «ремень ГРМ») — компонент поршневого двигателя для синхронизации вращения коленвала и распределительного вала, зубчатый ремень (также называемого кулачкового ремня), либо цепь газораспределительного механизма, либо набор зубчатых колес. Синхронизация валов гарантирует, что клапаны двигателя открываются и закрываются в нужное время в зависимости от положения поршней.

## Принцип работы
В большинстве поршневых двигателей распределительный вал (валы) механически соединен с коленчатым валом. Коленчатый вал приводит в движение распределительный вал (через ремень ГРМ, цепь ГРМ или толкатели), который, в свою очередь, приводит в действие впускные и выпускные клапаны. Эти клапаны позволяют двигателю впускать воздушно-топливную смесь и выпускать выхлопные газы.
Наиболее распространенными устройствами для передачи привода являются зубчатые резиновые ремни, металлические цепи ГРМ или набор специальных шестерней. Зубья ремня (цепи, шестерни) входят в зацепление как с коленчатым валом, так и с распределительным валом, тем самым синхронизируя их движение.
Во многих старых двигателях с верхним расположением клапанов распределительный вал был расположен в блоке рядом с коленчатым валом, поэтому использовалась простая система зубчатых передач. В двигателях с верхним расположением распределительного вала в основном используются зубчатые ремни или цепи ГРМ, поскольку они лучше подходят для передачи момента. Цепи ГРМ были распространены до 80-х годов, однако вновь получили некоторую популярность и после 90-х, так как цепь реже, чем ремень, требует замены.

## Зубчатые резиновые ремни
Фраза «ремень ГРМ» обычно относится к резиновому зубчатому ремню . Преимущества зубчатых ремней обычно заключаются в более низкой стоимости, сниженных потерях на трение, малой шумности, нетребовательности к смазке. Основным недостатком является то, что ремни со временем изнашиваются, поэтому рекомендуется замена ремней через определенные промежутки времени. Часто рекомендуется одновременная замена водяной помпы двигателя, так как водяная помпа также подвержена износу и легкодоступна при замене ремня ГРМ.
Ремни ГРМ обычно располагаются перед двигателем и часто находятся за крышкой для защиты от пыли и мусора. Однако в некоторых двигателях с 2008 года используются «мокрые» ремни, при которых ремень смазывается моторным маслом для уменьшения трения. В некоторых конструкциях двигателей ремень ГРМ также может использоваться для привода других компонентов, таких как водяной насос и масляный насос .

### Устройство
Ремень ГРМ обычно изготавливается из резины, хотя некоторые ремни изготавливаются из полиуретана или неопрена. Структура ремня усилена специализированными армирующими нитями, а зубчатая поверхность усилена тканевым покрытием.
Резина утрачивает свои свойства при высоких температурах и при контакте с моторным маслом: срок службы ремня ГРМ снижается в горячих или негерметичных двигателях. Кроме того, на срок службы армирующих элементов также влияют вода и другие жидкости: важно, чтобы ремень, который может подвергаться воздействию воды, мог быстро отводить воду.
Старые ремни имеют трапециевидные зубья, что приводит к их быстрому износу. Новые технологии производства позволяют изготавливать изогнутые зубы, которые работают тише и служат дольше.
Обычными видами поломок ремней ГРМ являются либо «сточенные» зубья (гладкий участок ремня, где ведущая шестерня будет проскальзывать), либо расслоение и распутывание армирующих нитей. Обрыв ремня из-за свойств армирующих волокон встречается редко. Зачастую преждевременный выход ремня из строя связан с грязью, смешивающейся с топливом и смазкой, что ускоряет процесс износа.

### История
Glas 1004 1962 года был первым серийным автомобилем, в котором использовался ремень ГРМ. Двигатель Pontiac OHC Six 1966 года был первым серийным автомобилем в США, в котором использовался ремень ГРМ, а двигатель Fiat Twin Cam 1966 года был первым серийным двигателем, в котором использовался ремень ГРМ с двумя распределительными валами.

## Цепи ГРМ
Цепи ГРМ получили более широкое распространение в автомобильных двигателях, выпускаемых с 90-х годов, из-за отсутствия необходимости регулярного технического обслуживания по замене резинового ремня ГРМ. В то же время, хотя сами цепи подвержены минимальному износу, смазка цепи или выход из строя натяжителя и направляющих цепи могут потребовать ремонта механизма газораспределения. Ранние признаки износа цепи привода ГРМ — дребезжащий шум в передней части двигателя.

## Последствия выхода из строя
Отказ ГРМ не позволит запустить двигатель. Многие современные двигатели так называемые «втыковые» — потеря синхронизации между коленчатым и распределительным валами приведёт к столкновению клапанов с поршнями и капитальному ремонту двигателя с заменой поршней, шатунов и клапанов.